# Maurits van Karnebeek
Maurits Peter Marie van Karnebeek (Den Haag, 8 december 1908 - Den Haag, 11 augustus 1985) was een Nederlandse jonkheer en bestuurder. Ten tijde van de Tweede Wereldoorlog was hij burgemeester van Zwolle. Hij volgde de ontslagen burgemeester Arnoldus van Walsum op op 3 oktober 1940.
De liberale zoon, lid van de familie Van Karnebeek, van de commissaris van de Koningin van Zuid-Holland Herman van Karnebeek was volgens de Zwolsche Courant geen lid van een politieke partij. Hiermee werd met name bedoeld dat hij geen lid was van de NSB. Hij zag zijn installatie als een plicht tegenover het volk.
In 1944 werd Van Karnebeek opgevolgd door Adriaan Meerkamp van Embden. Na de oorlog werd Van Karnebeek weer burgemeester. Van Karnebeek werd in 1946 opgevolgd door G.A. Strick van Linschoten.

## Trivia
- De 'Van Karnebeekstraat' in Zwolle is vernoemd naar Maurits van Karnebeek.